# Fabian Sandels
Ulrik Fabian Sandels, född den 2 februari 1812 i Stockholm, död där den 2 april 1898, var en svensk greve och militär. Han var son till Johan August Sandels samt bror till Samuel August, Lars Gustaf och Carl Wilhelm Sandels.

## Biografi
Fabian Sandels blev 1830 kornett vid Livgardet till häst, där han 1856 avancerade till överste och sekundchef. Sandels, som 1861 blivit generalmajor, var 1864–1872 kavalleriinspektör och 1870–1885 chef för stuteriöverstyrelsen och därjämte 1866–1871 överkommendant i Stockholm. Åren 1882–1890 stod han som generallöjtnant i reserven. Sandels var ledamot i kommittéerna angående ridskolor (1856) och officersbildningen (1865) och ordförande i kommittén angående kavalleriets utbildning och beväpning (samma år), militär ledamot av Högsta domstolen 1873–1881 och ordförande i direktionen över Arméns pensionskassa 1878–1890. Sandels var ledamot av Krigsvetenskapsakademien (1855). Han var kommendör med stora korset av Svärdsorden och Dannebrogsorden samt innehavare av Medjidije-ordens andra klass, kommendör av Hederslegionen och riddare av andra klassen av Sankt Annas orden. Han blev greve vid broderns död 1892. Sandels är begravd på Norra begravningsplatsen utanför Stockholm.

## Utmärkelser
[Redigera Wikidata]